# Walter Rudin
Walter Rudin   (Viena, 2 de maig de 1921 - Madison, 20 de maig de 2010) va ser un matemàtic estatunidenc d'origen austríac.

## Vida i obra
Nascut en una família jueva no practicant que havia estat ennoblida el 1869, Rudin va ser escolaritzat a Viena, fins que el 1938 els seus pares van aconseguir que ell i la seva germana poguessin marxar a Suïssa fugint del règim nazi. Finalment, els pares també van reeixir en abandonar Àustria i la família va estar un temps resident a Saint Malo, abans d'instal·lar-se a Anglaterra, on Rudin es va allistar al final de 1940 al Royal Pioneer Corps (la única unitat de l'exèrcit britànic que acceptava voluntaris de països enemics). El 1944 es va incorporar a la Royal Navy com a intèrpret d'alemany.
Acabada la Segona Guerra Mundial, els seus pares i la seva germana havien marxat als Estats Units i ell es va reunir amb ells a Durham (Carolina del Nord), on es va matricular a la universitat Duke en la qual es va graduar el 1947 i es va doctorar el 1949. A continuació va ser professor de la universitat Duke, del Massachusetts Institute of Technology i de la universitat de Rochester, abans d'aterrar el 1959 a la universitat de Wisconsin a Madison, en la qual va romandre fins que es va retirar el 1991 passant a ser professor emèrit.

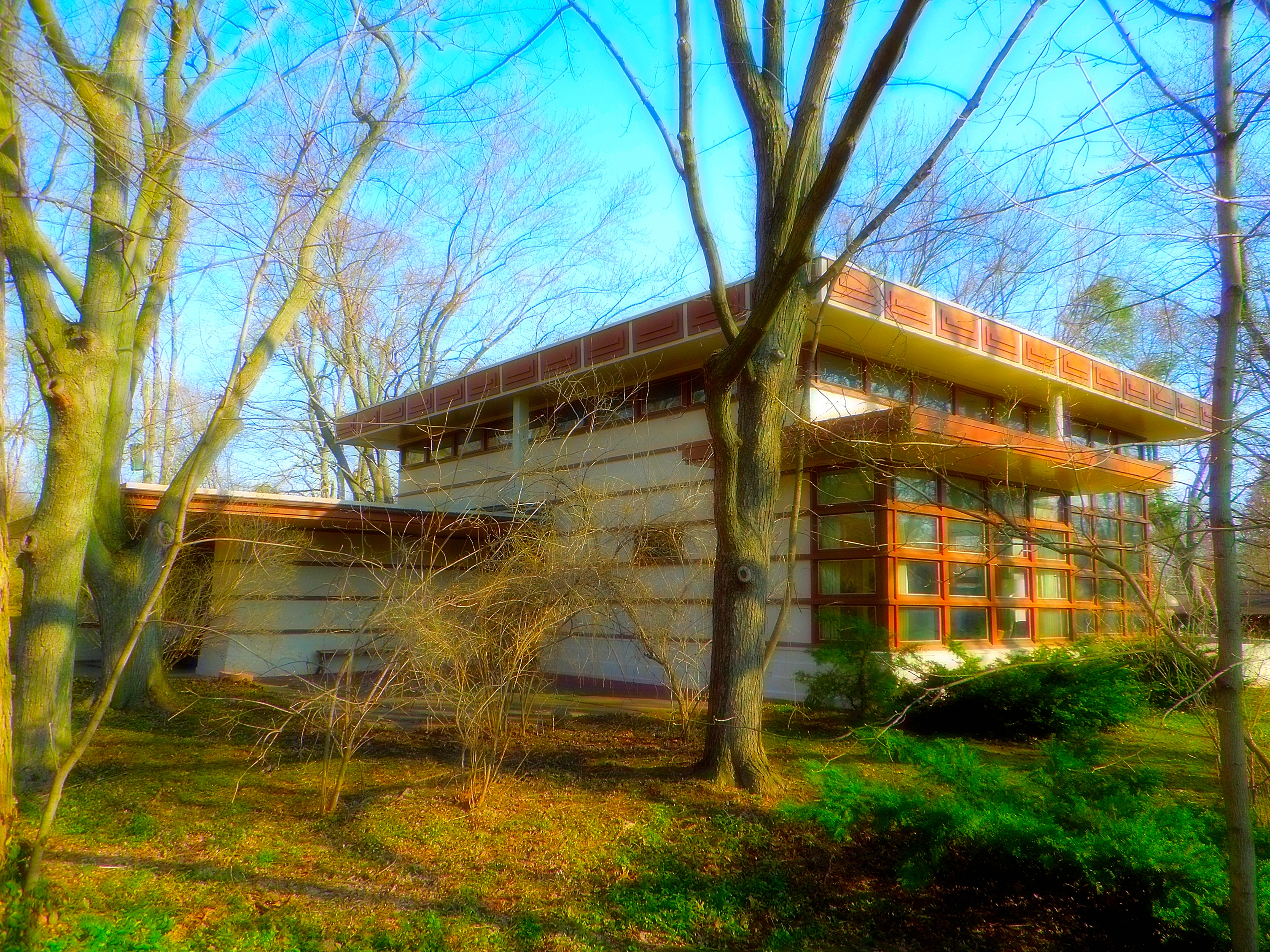
La casa dels Rudin al 110 de Marinette Trail (Madison), dissenyada per Frank Lloyd Wright el 1957.

El 1953 s'havia casat amb la matemàtica Mary Ellen Estill (Rudin) i la parella, amb els seus quatre fills, van viure a Madison, en una casa dissenyada el 1957 per Frank Lloyd Wright.
Els seus treballs de recerca van ser en el camp de l'anàlisi matemàtica i, més específicament, en les àrees de les sèries trigonomètriques, les funcions holomorfes, l'anàlisi harmònic dels grups abelians compactes i els problemes de varies variables complexes.
Però el motiu pel qual és més conegut Rudin es pels seus llibres de text d'anàlisi que han estat utilitzats per estudiants d'arreu del món:
- Principles of Mathematical Analysis, 1a edició de 1953
- Real and Complex Analysis, 1a edició de 1966
- Functional Analysis, 1a edició de 1973

Per la seva claredat expositiva, va rebre el premi Steele de l'Associació Matemàtica Americana el 1993. El 1997 també va publicar una autobiografia amb el títol de The way I remember it (Tal com ho recordo).